# Ноай (кантон)

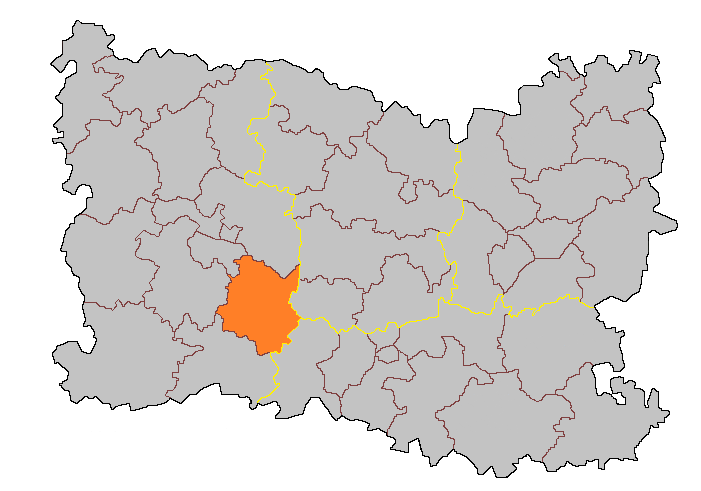
Кантон Ноай на карте департамента Уаза

Ноай (фр. Noailles) — упраздненный кантон во Франции, регион Пикардия, департамент Уаза. Входил в состав округа Бове.
В состав кантона входили коммуны (население по данным Национального института статистики за 2010 г.):
- Аббекур (775 чел.)
- Бертекур (1 601 чел.)
- Варлюи (1 125 чел.)
- Виллер-Сен-Сепюлькр (950 чел.)
- Ковиньи (1 439 чел.)
- Ла-Невиль-д'Омон (289 чел.)
- Лабуасьер-ан-Тель (1 266 чел.)
- Лашапель-Сен-Пьер (876 чел.)
- Ле-Делюж (494 чел.)
- Ле-Кудре-сюр-Тель (528 чел.)
- Монтрёй-сюр-Терен (244 чел.)
- Мортфонтен-ан-Тель (839 чел.)
- Муши-ла-Шатель (79 чел.)
- Ноай (2 748 чел.)
- Новилле (370 чел.)
- Оданк-л'Эвек (238 чел.)
- Поншон (1 095 чел.)
- Сен-Сюльпис (922 чел.)
- Сент-Женевьев (2 790 чел.)
- Сийи-Тийар (484 чел.)
- Эрм (2 565 чел.)

## Экономика
Структура занятости населения:
- сельское хозяйство — 8,3 %
- промышленность — 26,2 %
- строительство — 12,6 %
- торговля, транспорт и сфера услуг — 35,1 %
- государственные и муниципальные службы — 17,8 %

## Политика
На президентских выборах 2012 г. жители кантона отдали в 1-м туре Марин Ле Пен 30,2 % голосов против 27,7 % у Николя Саркози и 20,5 % у Франсуа Олланда, во 2-м туре в кантоне победил Саркози, получивший 59,3 % голосов (2007 г. 1 тур: Саркози — 34,6 %, Жан-Мари Ле Пен — 17,6 %; 2 тур: Саркози — 63,4 %). На выборах в Национальное собрание в 2012 г. по 2-му избирательному округу департамента Уаза они поддержали действующего депутата, кандидата партии Союз за народное движение Жана-Франсуа Манселя, получившего 35,4 % голосов в 1-м туре и 41,3 % голосов — во 2-м туре.
|  | Кандидат            | Партия                    | % голосов |
|  | ------------------- | ------------------------- | --------- |
|  | Жан-Франсуа Мансель | Союз за народное движение | 51,67     |
|  | Флоранс Итальяни    | Национальный фронт        | 48,33     |

|  | Кандидат            | Партия                    | % голосов |
|  | ------------------- | ------------------------- | --------- |
|  | Жан-Франсуа Мансель | Союз за народное движение | 45,81     |
|  | Беатрис Марр        | Социалистическая партия   | 36,67     |
|  | Анни Фуэ            | Национальный фронт        | 17,52     |